# حفرة فوق شوكة الكتف
الحفرة فوق شوكة الكتف (بالإنجليزية: supraspinatous fossa, or supraspinatus fossa, or supraspinous fossa)‏ من الجانب الخلفي من لوح الكتف أصغر من الحفرة تحت شوكة الكتف، وهي مقعرة، ناعمة ، وأوسع من الجهة الفقرية عن الجهة العضدية.
تنشأ العضلة فوق الشوكة في ثلثي الجزء الإنسى من الحفرة فوق شوكة الكتف.

## وصلات خارجية
- شكل تشريحي: 03:01-02 على موقع مركز سوني دونستات الطبي (تشريح بشري عبر الإنترنت).

## صور إضافية

عظم الكتف الأيسر.الحفرة فوق شوكة الكتف مبينة باللون الأحمر.
عظم الكتف الأيسر.الحفرة فوق شوكة الكتف مبينة باللون الأحمر.
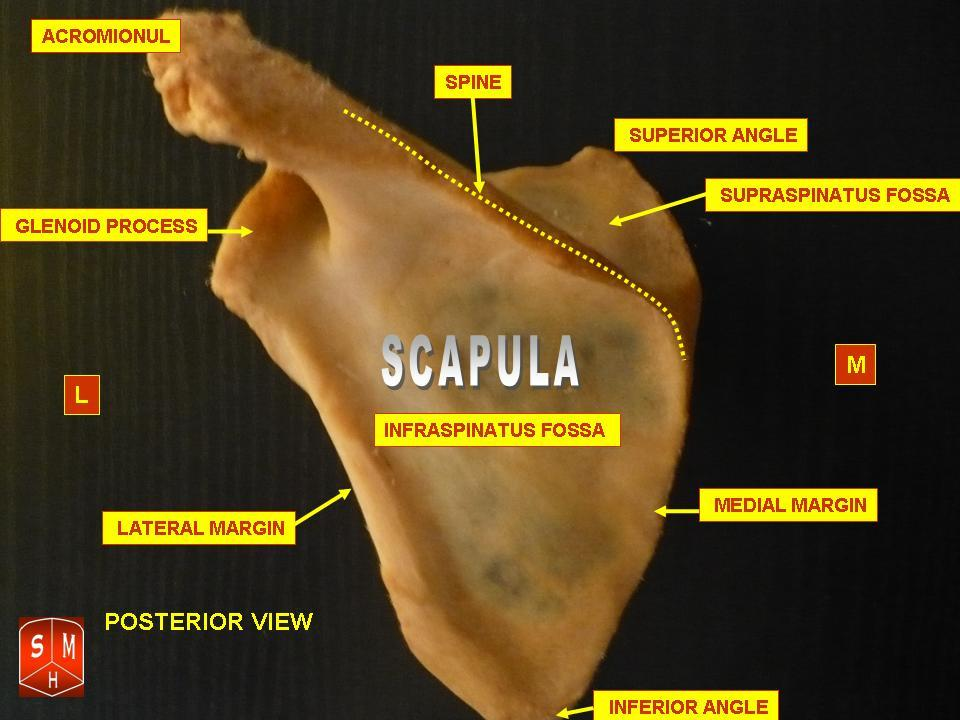
عظم الكتف الأيسر.الحفرة فوق شوكة الكتف مبينة باللون الأحمر.
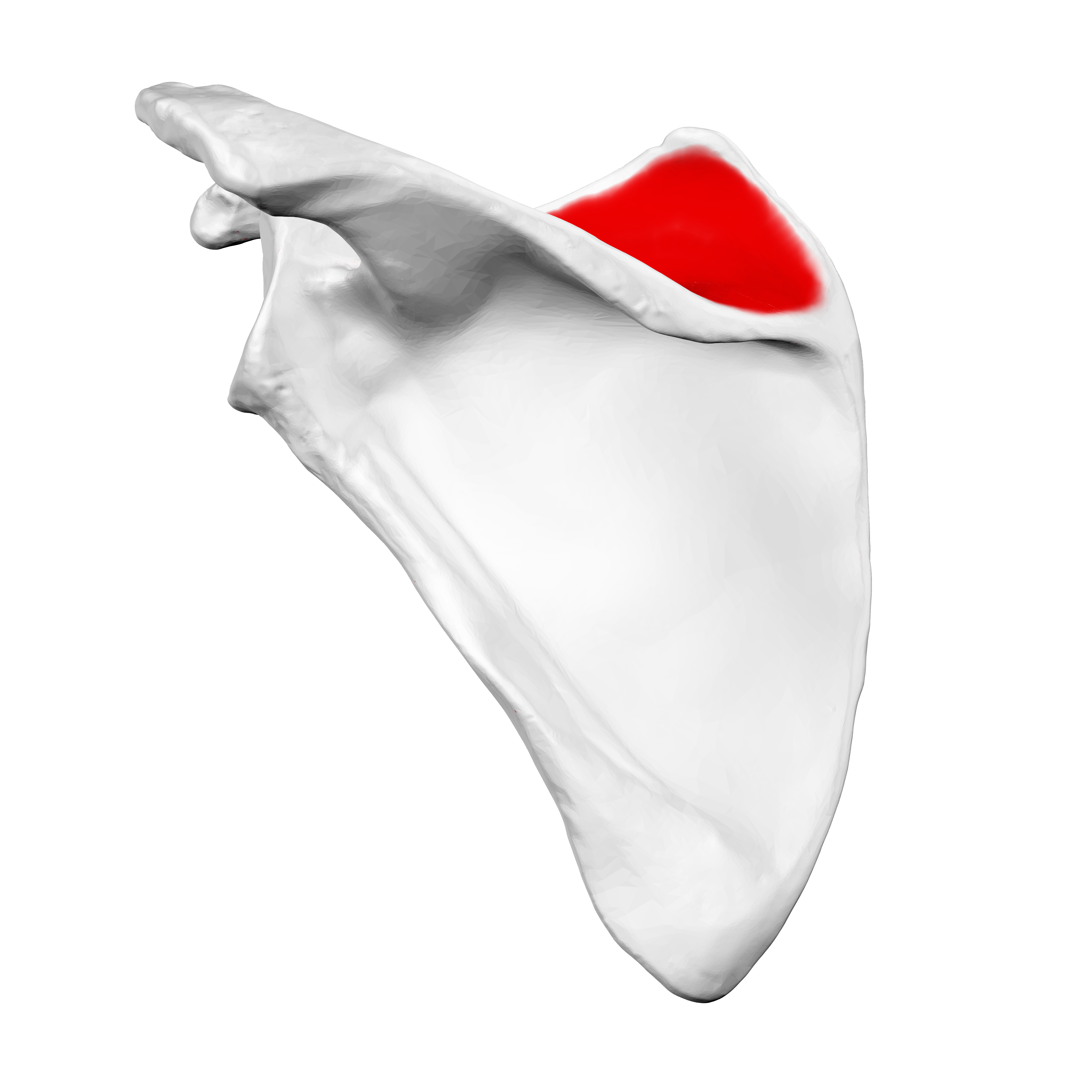
عظم الكتف الأيسر.الحفرة فوق شوكة الكتف مبينة باللون الأحمر.
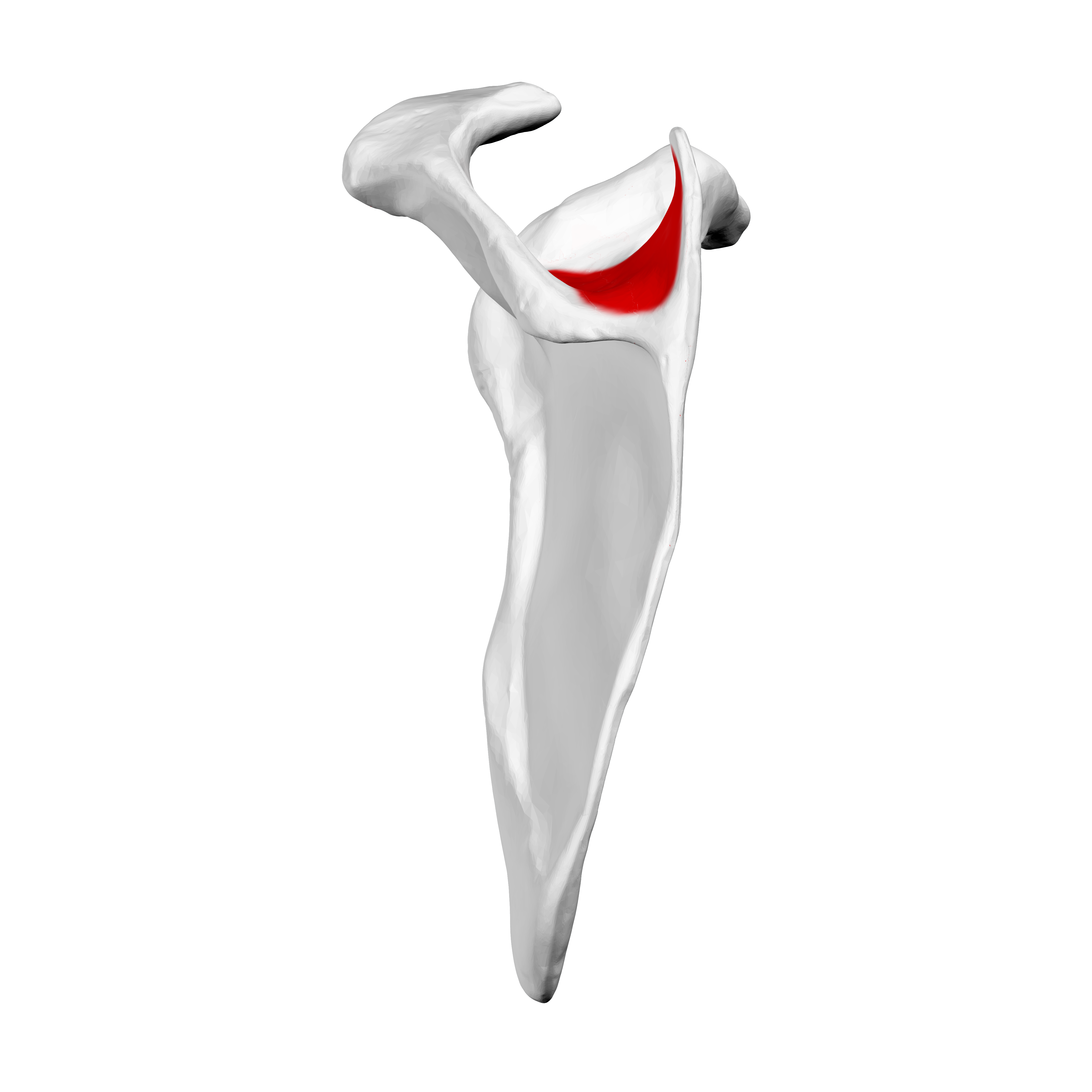
عظم الكتف الأيسر.الحفرة فوق شوكة الكتف مبينة باللون الأحمر.
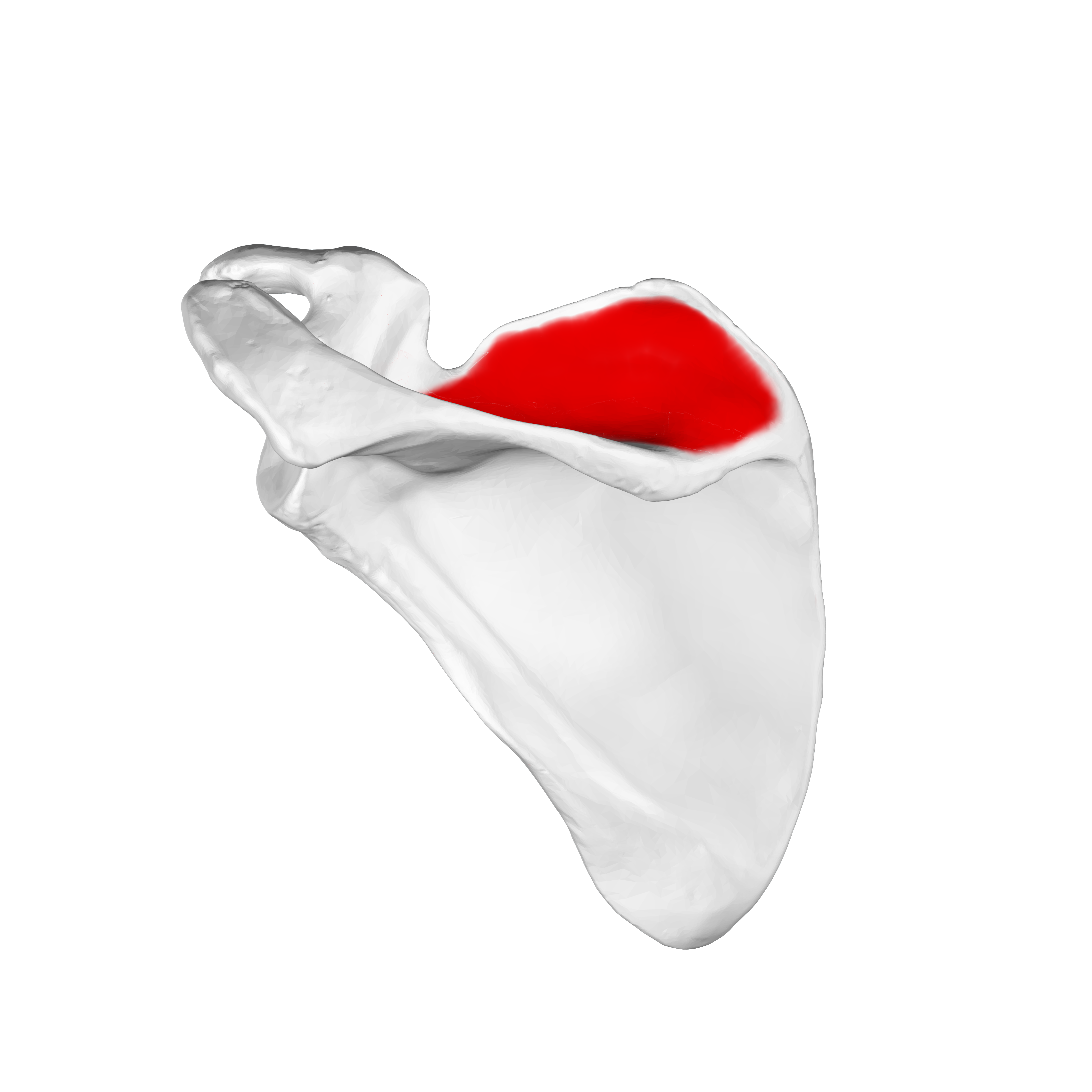
عظم الكتف الأيسر.الحفرة فوق شوكة الكتف مبينة باللون الأحمر.
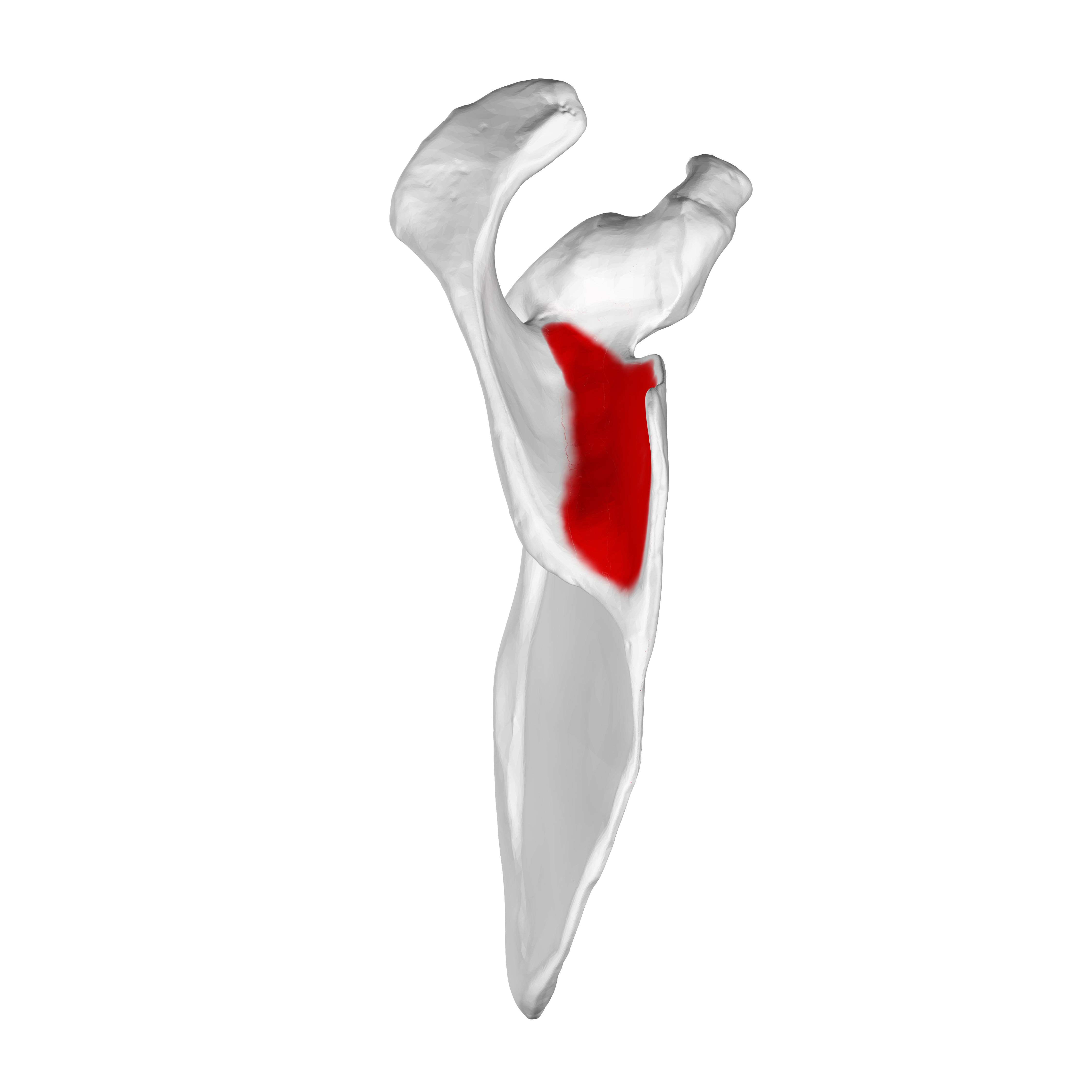
عظم الكتف الأيسر.الحفرة فوق شوكة الكتف مبينة باللون الأحمر.
الحفرة فوق شوكة الكتف مبينة باللون الأحمر.
الحفرة فوق شوكة الكتف مبينة باللون الأحمر.
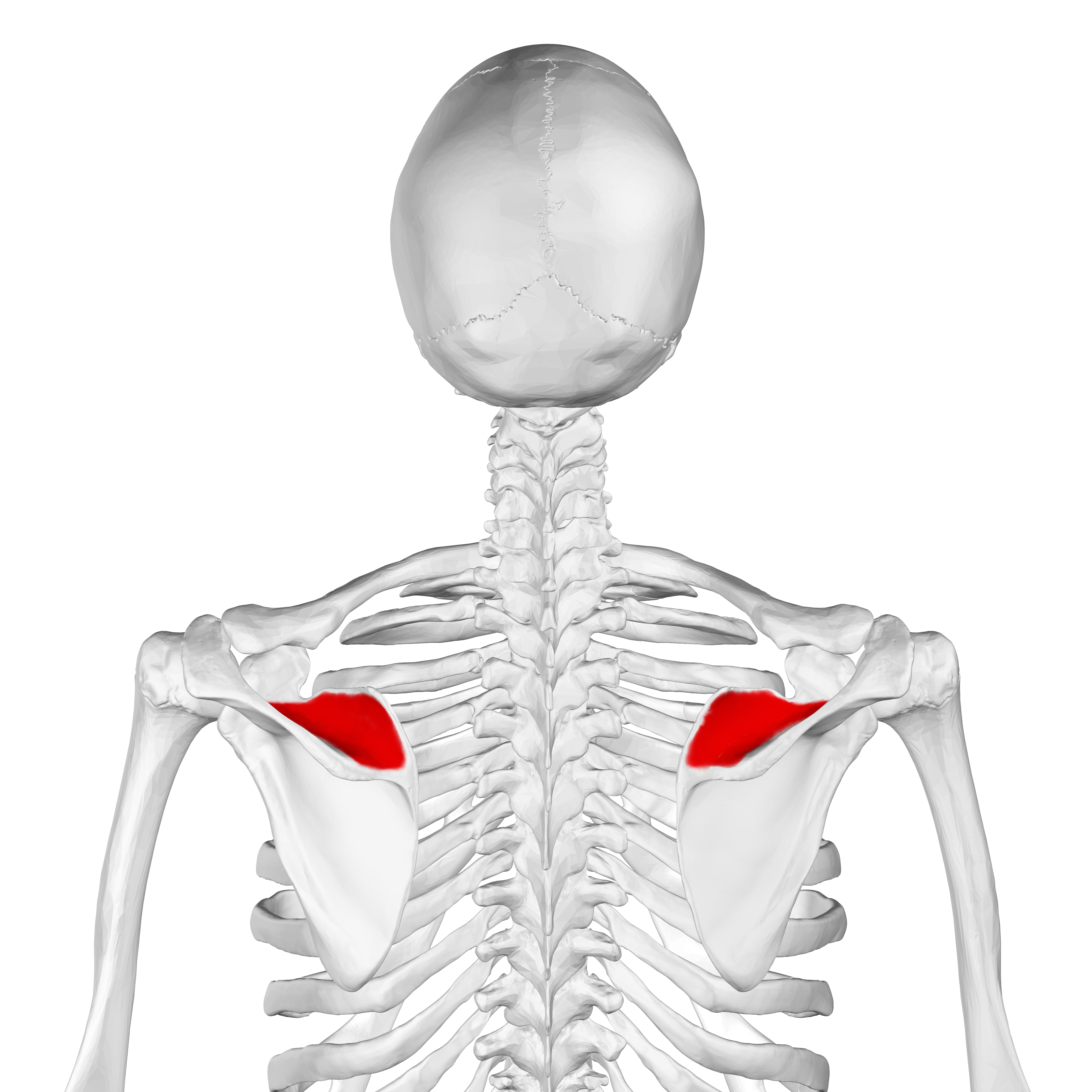
الحفرة فوق شوكة الكتف مبينة باللون الأحمر.
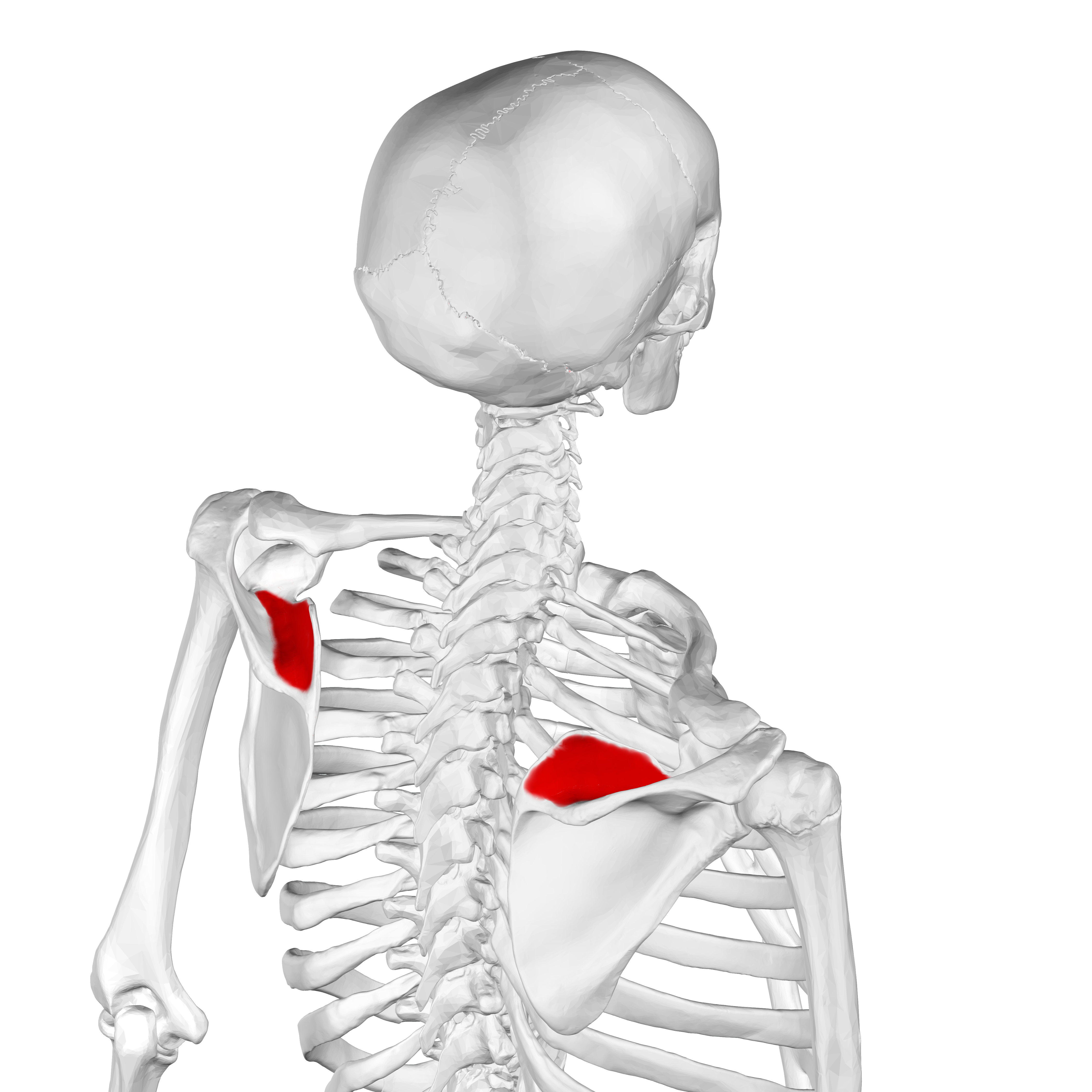
الحفرة فوق شوكة الكتف مبينة باللون الأحمر.
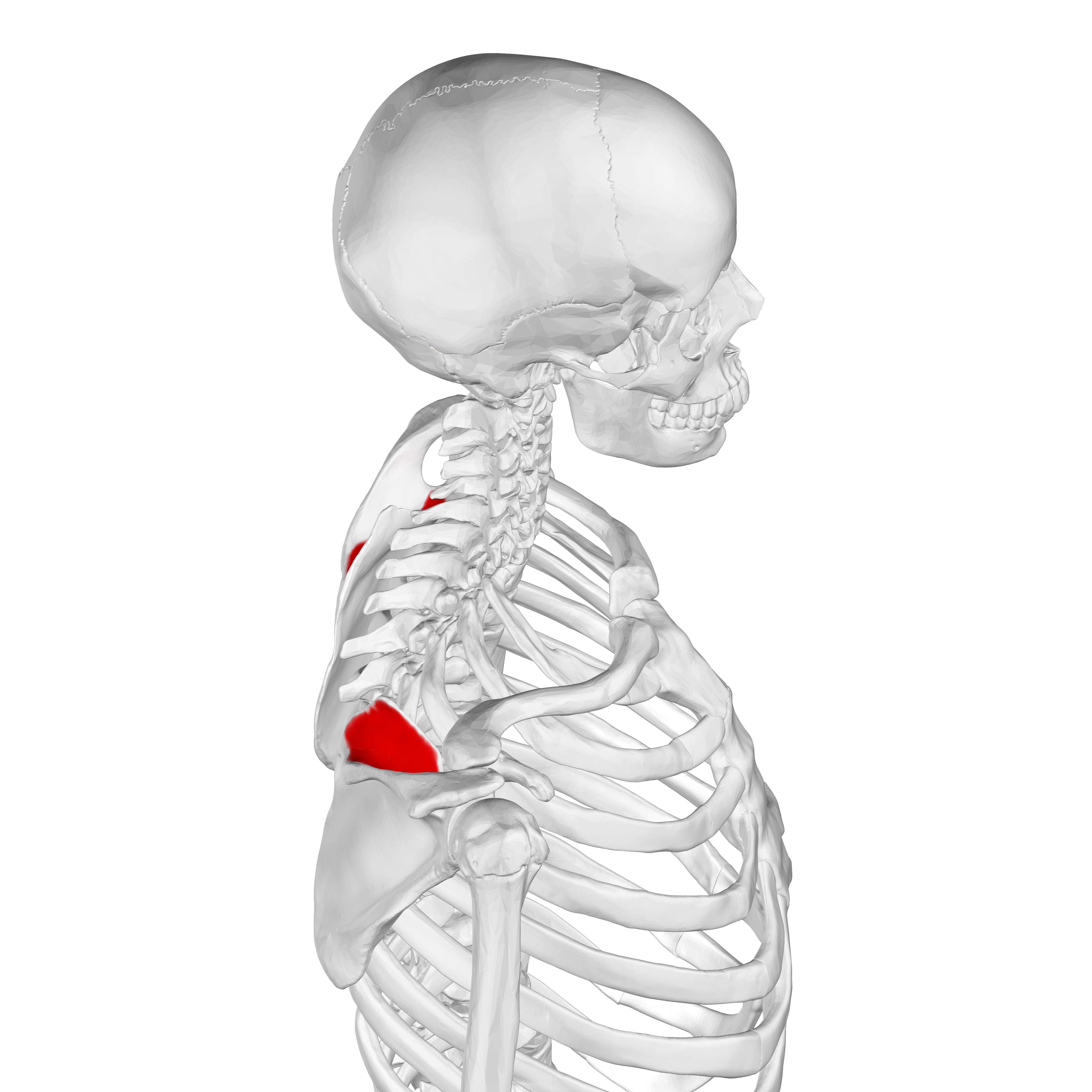
الحفرة فوق شوكة الكتف مبينة باللون الأحمر.
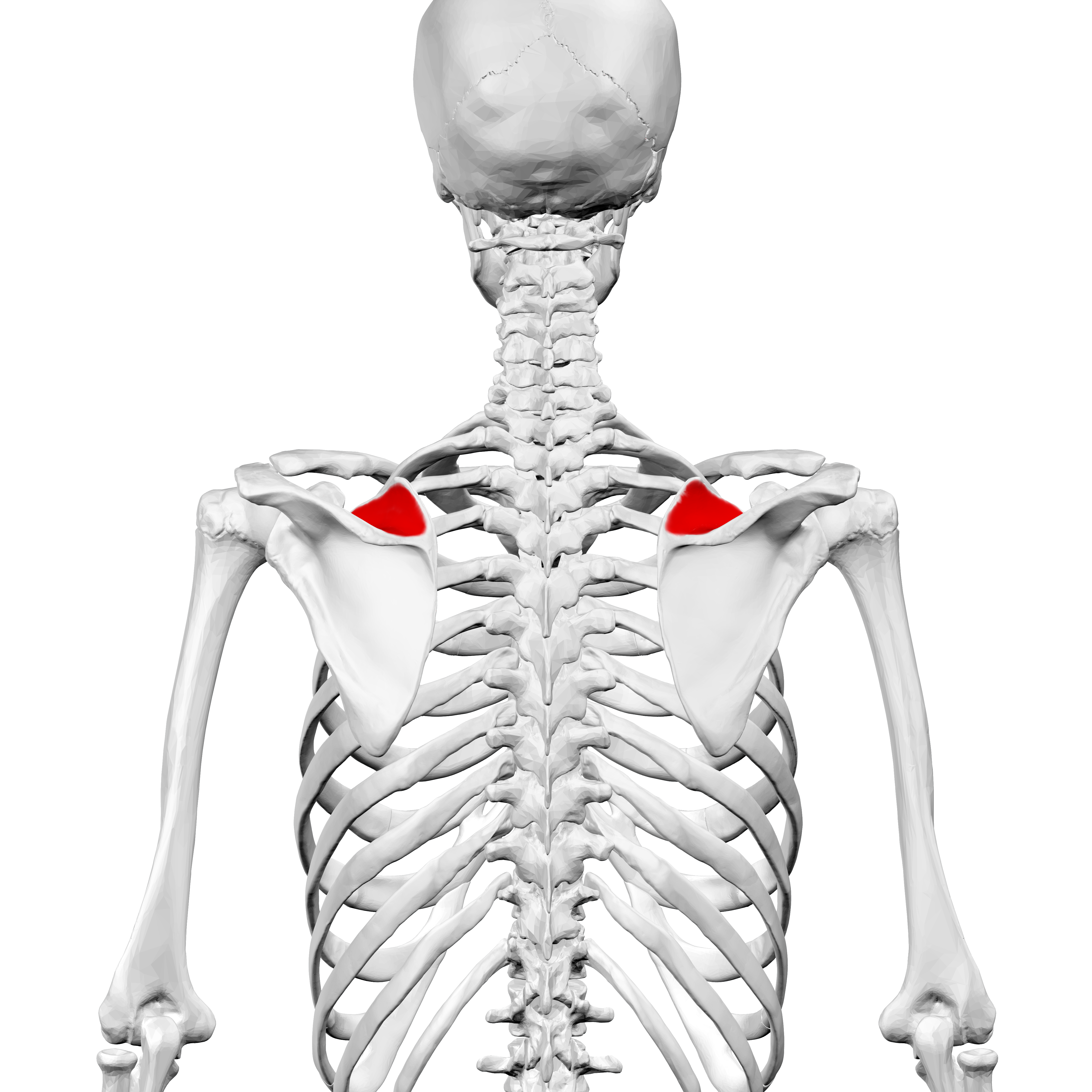
الحفرة فوق شوكة الكتف مبينة باللون الأحمر.
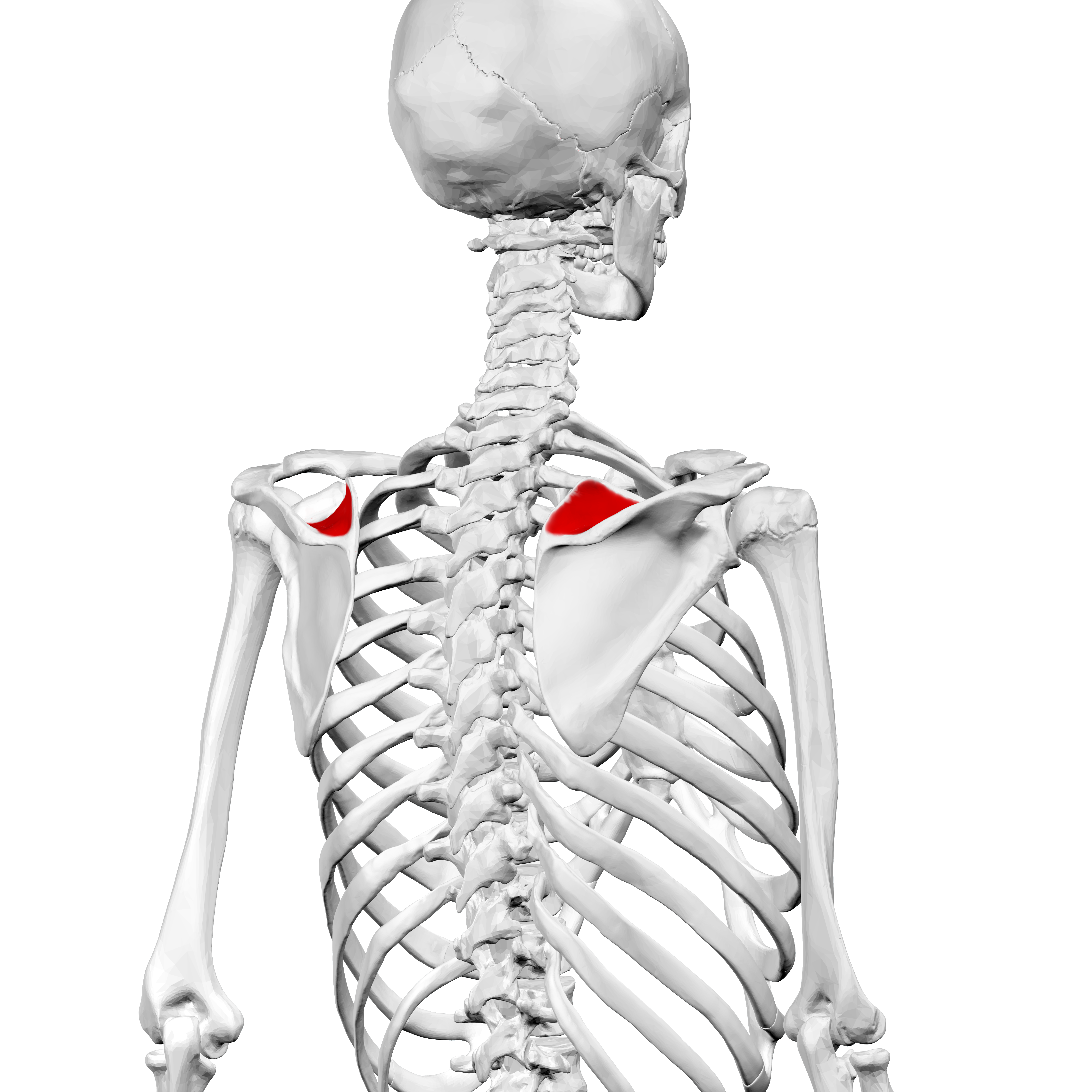
الحفرة فوق شوكة الكتف مبينة باللون الأحمر.
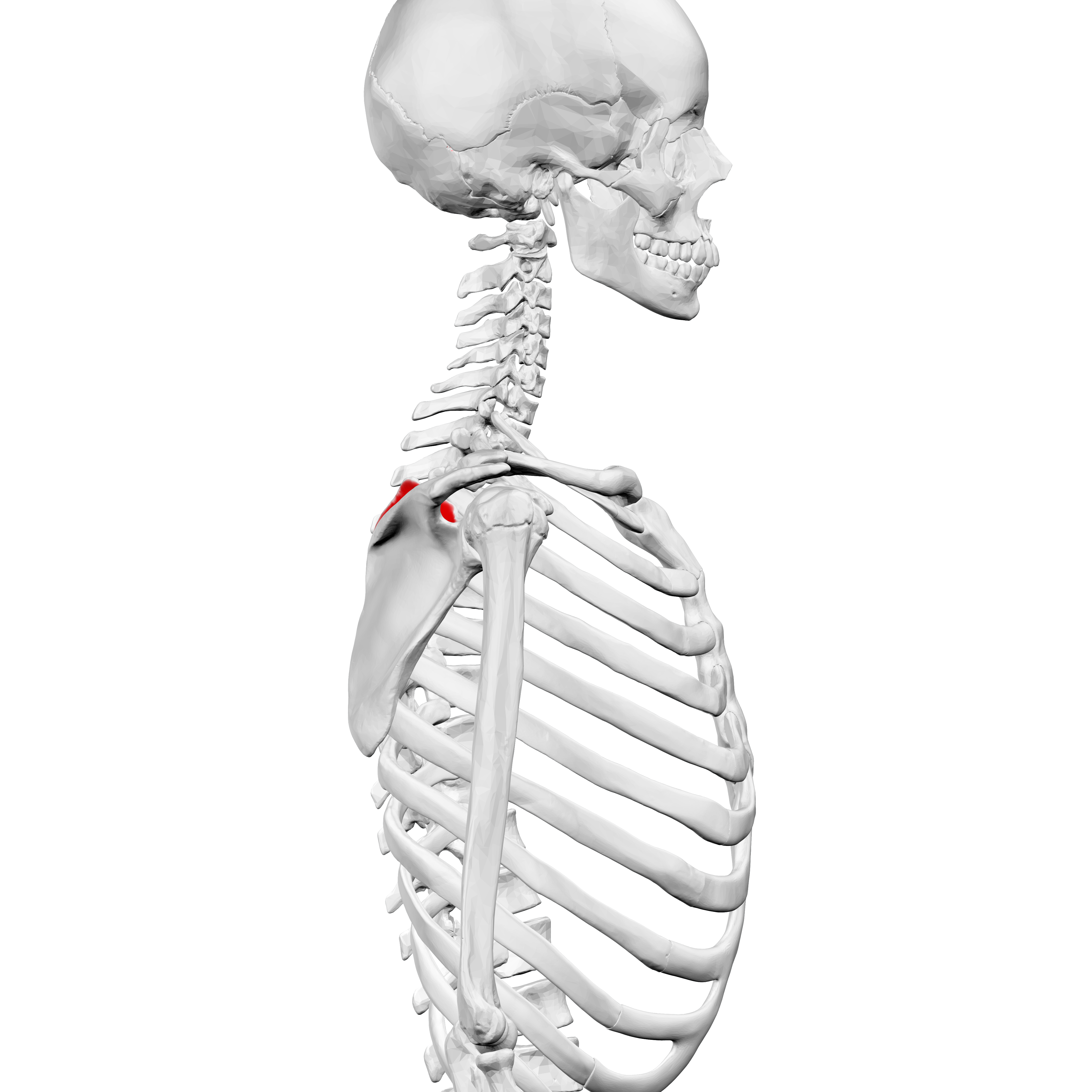
الحفرة فوق شوكة الكتف مبينة باللون الأحمر.